# Bienvenue en Alaska
Bienvenue en Alaska (Northern Exposure) est une série télévisée américaine en 110 épisodes de 42 minutes, créée par Joshua Brand et John Falsey et diffusée entre le 12 juillet 1990 et le 26 juillet 1995 sur CBS.
En France, la série a été diffusée entre le 6 octobre 2001 et le 4 août 2005 sur Série Club. Presque 20 ans après, la série est disponible sur Prime Video depuis le mois de mai 2025.

## Synopsis
Conformément à l'engagement qu'il avait pris lors du financement de ses études, Joel Fleischman, jeune médecin juif fraîchement diplômé, quitte New York et s'installe à Cicely, une petite ville de 215 âmes en Alaska. 

## Distribution

### Acteurs principaux
- Rob Morrow : Joel Fleischman
- Barry Corbin : Maurice Minnifield
- John Corbett : Chris Stevens
- Janine Turner : Maggie O'Connell
- Cynthia Geary : Shelly Tambo
- John Cullum : Holling Vincoeur
- Darren E. Burrows : Ed Chigliak
- Peg Phillips : Ruth-Anne Miller
- Elaine Miles : Marilyn Whirlwind
- Grant Goodeve : Rick Pederson (saison 1 - invité saison 2 à 4)
- Paul Provenza : Phil Capra (saison 6)
- Teri Polo : Michelle Capra (saison 6)

### Acteurs récurrents
- Adam Arkin : Adam (saison 3 - invité saison 1, 4 à 6)
- William J. White : Dave (saison 3, 4 et 6 - invité saison 2)
- Anthony Edwards : Mike Monroe (saison 4)
- Earl Quewezance : Eugene (saison 6 - invité saison 5)
- James L. Dunn : Hayden Keyes (saison 6 - invité saison 5)
- Moultrie Patten : Walt Kupfer (saison 5 et 6 - invité saison 4)
- Georges Barril : Bill / Owen (saison 5 et 6 - invité saison 4)

### Acteurs invités
- Jessica Lundy : Elaine Shulman (saison 1, épisode 5 - saison 3, épisode 7)
- Richard Cumming Jr. : Bernard Stevens (saison 1, épisode 8 - saison 3, épisodes 7, 21 et 22 - saison 4, épisodes 2, 10, 12, 18 et 22 - saison 5, épisode 4 - saison 6, épisodes 1 et 15)
- Floyd Westerman : Quelqu'un qui attend (saison 2, épisode 2 - saison 4, épisode 13)
- Don McManus : Erick Reese Williams (saison 2, épisode 7 - saison 3, épisode 20 - saison 4, épisodes 11 et 24 - saison 5, épisodes 12 et 21 - saison 6, épisode 20)
- Doug Ballard : Roanld Arthur Bantz (saison 2, épisode 7 - saison 3, épisode 20 - saison 4, épisodes 11, 21 et 24 - saison 5, épisodes 12 et 21 - saison 6, épisode 20)
- Diane Delano : (saison 2, épisode 5 - saison 3, épisodes 1, 5 et 22 - saison 4, épisode 10 - saison 5, épisodes 13, 14 et 24 - saison 6, épisodes 12, 13, 22 et 23)
- Valerie Mahaffey : Eve (saison 3, épisodes 1, 17 et 22 - saison 4, épisode 21 - saison 5, épisode 11)
- Graham Greene : Leonard Quinhagak (saison 3, épisode 19 - saison 4, épisode 19 - saison 5, épisodes 1, 7 et 8)
- Apesanahkwat : Lester Haines (saison 5, épisodes 5, 20 et 22 - saison 6, épisodes 9 et 19)
- Simon Templeman : Cal Ingraham (saison 5, épisodes 13 et 24 - saison 6, épisode 13 et 22)
- Jerry Adler : Rabbi Alan Shulman (saison 5, épisode 18 - saison 6, épisodes 3 et 23)

## Récompenses
- Emmy Award 1992 : Meilleure série dramatique
- Emmy Award 1992 : Meilleure actrice dans un second rôle pour Valerie Mahaffey
- Emmy Award 1992 : Meilleure direction artistique pour l'épisode Cicely
- Emmy Award 1992 : Meilleure photographie pour l'épisode Cicely
- Emmy Award 1992 : Meilleur montage pour l'épisode Cicely
- Emmy Award 1992 : Meilleur scénario pour l'épisode Surprise de Noël
- Golden Globe Award 1992 : Meilleure série dramatique
- Golden Globe Award 1993 : Meilleure série dramatique
- Emmy Award 1994 : Meilleur son pour l'épisode Histoire de poisson

## Épisodes

### Première saison (1990)
1. Bienvenue en Alaska (Pilot)
2. Intelligence amérindienne / Orgueil et tradition (Brains, Know-How and Native Intelligence)
3. Soapy Sanderson (Soapy Sanderson)
4. Les Investisseurs / Rêves, combines et terrains de golf (Dreams and Schemes and Putting Greens)
5. La Grippe russe (Russian Flu)
6. Sexe, mensonges et vidéos (Sex, Lies and Ed’s Tapes)
7. L'Instant Kodiak (A Kodiak Moment)
8. Aurore boréale (The Aurora Borealis - A Fairy Tale for Big People)

### Deuxième saison (1991)
1. La Rupture (Goodbye To All That)
2. Le Baiser (The Big Kiss)
3. Vanitas vanitatum (All is Vanity)
4. Prémonition (What I Did For Love)
5. C'est le printemps (Spring Break)
6. Guerre et paix (War and Peace)
7. Pas de deux (Slow Dance)

### Troisième saison (1991-1992)
1. Amours meurtries (The Bumpy Road to Love)
2. À la folie (Only You)
3. Retour à la nature (Oy, Wilderness)
4. Animal (Animals ’r Us)
5. Jules et Joël (Jules et Joel)
6. Hibernatus (The Body in Question)
7. Racines (Roots)
8. La Chasse / Un chasseur sachant chasser (A-Hunting We Will Go)
9. Réalité et illusion (Get Real)
10. Surprise de Noël (Seoul Mates)
11. Ça se passe à Cisely (Dateline: Cicely)
12. Notre tribu (Our Tribe)
13. Espèce en voie de disparition (Things Become Extinc)
14. Les Cendres de Phenix (Burning Down the House)
15. De la démocratie en Amérique (Democracy in America)
16. Trois amigos (Three Amigos)
17. Le Revenant (Lost and Found)
18. Ma mère, ma sœur (My Mother / My Sister)
19. Réveil et renaissance (Wake Up Call)
20. La Dernière Frontière (The Final Frontier)
21. C'est arrivé à Juneau (It Happened in Juneau)
22. Notre mariage (Our Wedding)
23. Cicely (Cicely)

### Quatrième saison (1992-1993)
1. Passage du nord-ouest (Northwest Passages)
2. Soleil de minuit (Midnight Sun)
3. Rien n'est parfait (Nothing’s Perfect)
4. Héros (Heroes)
5. L'Homme-bulle (Blowing Bubbles)
6. Solitude (On Your Own)
7. Mauvaise graine (The Bad Seed)
8. Thanksgiving (Thanksgiving)
9. Bonne conduite (Do the Right Thing)
10. Crime et châtiment (Crime and Punishment)
11. Espèce menacée (Survival of the Species)
12. Révélations (Revelations)
13. Duos (Duets)
14. Grosse Pointe (Grosse Point, 48230)
15. On apprend à tout âge (Learning Curve)
16. Vent de mauvais augure (Ill Wind)
17. Love’s Labour Mislaid (Love’s Labour Mislaid)
18. Que la lumière soit (Northern Lights)
19. Histoires de famille (Family Feud)
20. Nostalgie (Homesick)
21. Le Festin (The Big Feast)
22. Kaddish pour l'oncle Manny (Kaddish, For Uncle Manny)
23. Sang et boue (Mud and Blood)
24. Pacte avec l'ennemi (Sleeping With the Enemy)
25. La Vieille Vicky (Old Tree)

### Cinquième saison (1993-1994)
1. Médecines parallèles (Three Doctors)
2. Le Mystérieux Magasin d'antiquité (The Mystery of the Old Curio Shop)
3. La Vie à pleines dents (Jaws of Life)
4. Alter ego (Altered Egos)
5. Au milieu ne coule pas de rivière (A River Doesn’t Run Through It)
6. Qui se ressemble s'assemble (Birds of a Feather)
7. Rosebud (Rosebud)
8. Guéris-toi toi-même (Heal Thyself)
9. Au bon Bob (A Cup of Joe)
10. Premières neiges (First Snow)
11. Baby blues (Baby Blues)
12. Le Marchand de sable (Mr. Sandman)
13. Qui cherche la petite bête ? (Mite Makes Right)
14. Coup de tonnerre (A Bolt From the Blue)
15. Je t'aime déjà (Hello, I Love You)
16. Réceptions et déceptions (Northern Hospitality)
17. Una Volta in L'Inverno (Una Volta in L’Inverno)
18. Histoire de poisson (Fish Story)
19. Le Cadeau de Maggie (The Gift of the Maggie)
20. Une prière vers le ciel (A Wing and a Prayer)
21. Titre français inconnu (I Feel the Earth Move)
22. Grand Prix (Grand prix)
23. La Voix du sang (Blood Ties)
24. Passe et passion (Lovers and Madmen)

### Sixième saison (1994-1995)
1. Dîner à 19h30 (Dinner at Seven-Thirty)
2. Bon pied, bon œil (Eye of the Beholder)
3. Pour qui sonne le schofar ? (Shofar, So Good)
4. La Lettre (The Letter)
5. Le Peignoir (The Robe)
6. Zarya (Zarya)
7. Attachez vos ceintures (Full Upright Position)
8. Quelque part en amont (Up River)
9. Les Fils de la toundra (Sons of the Tundra)
10. Realpolitik (Realpolitik)
11. Le Champignon géant (The Great Mushroom)
12. Mi Casa, Su Casa (Mi Casa, Su Casa)
13. En eaux troubles (Horns)
14. La Malédiction de la mère (The Mommy’s Curse)
15. La Quête (The Quest)
16. Les Veinards (Lucky People)
17. Le Lauréat (The Graduate)
18. Viva Italia (Little Italy)
19. Jeu de boules (Balls)
20. Bus stop (Buss Stop)
21. Ursa Minor (Ursa Minor)
22. Entrons dans la danse (Let’s Dance)
23. Base de tranquillité (Tranquility Base)